# Файл (канцелярская принадлежность)

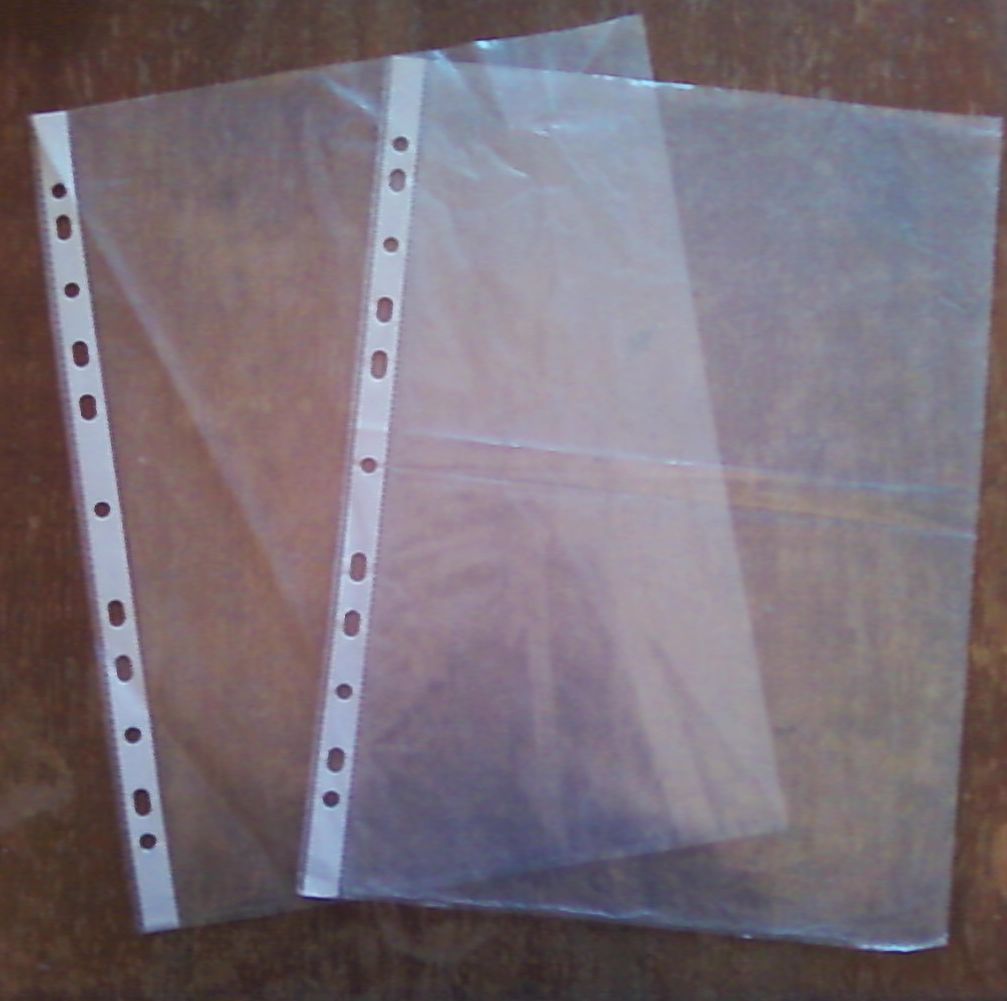
Два прозрачных файла с перфорацией слева

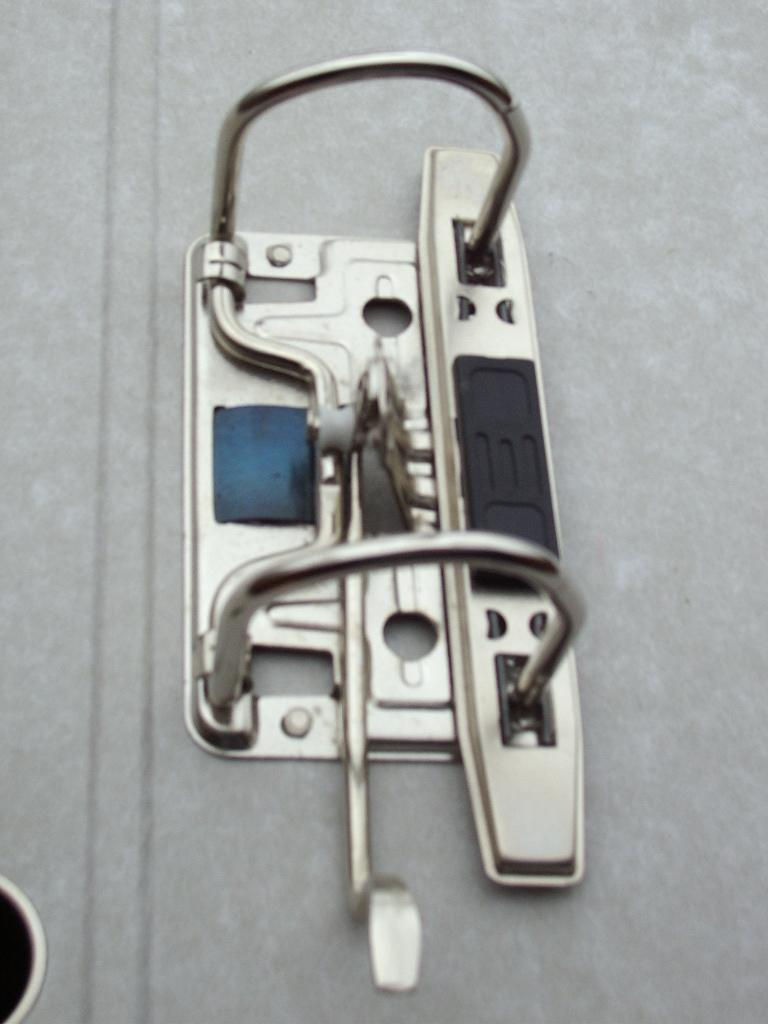
Замок папки-регистратора

Файл (также диал. мультифо́ра) — пластиковый, чаще всего прозрачный, канцелярский конверт для хранения и защиты бумажных документов от загрязнения и механических повреждений с перфорацией по одной стороне для скрепления. 

## Название
В европейской части России канцелярская принадлежность чаще называется «файл» или «файлик». В то же время в Сибири наиболее распространённым является название «мультифора», которое связывают с лат. multi foro — «много отверстий»; с названием компании, одной из первых начавшей поставки этого изделия в города Сибири. Также существует версия происхождения слова как сокращения от «мультиформат» из-за совместимости с подавляющим большинством типов папок-скоросшивателей.

## Характеристики
Файлы бывают различных размеров, ориентированных на современные форматы бумаги: A3, А4, А5, Letter. Изготавливаются из пластика (в том числе полипропилена и полиэтилена). Выпускаются прозрачными или матовыми, бесцветными или цветными.